# Donacia fennica
Donacia fennica — вид листоїдів з підродини Donaciinae. Поширений в Піренейському півострові та Західного Сибіру.